# 美国学术十项全能
美国学术十项全能（United States Academic Decathlon），是一项起源于1969年的竞赛，包括艺术、经济学、语言和文学、数学、音乐、科学、社会科学七个客观项目和和写作、面试、演讲三个主观项目。学术十项全能竞赛是罗伯特·彼得森于1968年为加州橘郡的当地学校创建，并于1981年由USAD董事会主席罗伯特·彼得森、威廉·巴顿和Phillip Bardos全国扩展。

学术十项全能可讓所有知識水平的学生參與。 团队通常由九名成员组成並根据其學校成绩積點分为三个等级:荣誉级（3.75-4.00 點），学者级（3.00-3.74 點）和校队级（0.00-2.99 點)。